# Rusłan Bałtijew
Rusłan Tachirowicz Bałtijew (kaz. Рұслан Балтиев; ur. 16 września 1978 w Ałmaty) – kazachski piłkarz grający na pozycji lewego pomocnika.

## Kariera klubowa
Bałtijew pochodzi z miasta Ałmaty. Piłkarską karierę rozpoczął jednak w Tałdy Kurganie, w klubie Kajnar Tałdy Kurgan. W jego barwach zadebiutował w Kazachskiej Superlidze w 1996 roku. W 1997 roku zmienił barwy klubowe i został piłkarzem CSKA-Kajrat Ałmaty. W pierwszym sezonie gry zajął z nim 3. miejsce w lidze, a w 1999 roku osiągnął największy sukces grając w tym klubie – zdobył Puchar Kazachstanu. W 2000 roku Bałtijew był zawodnikiem innego kazachskiego klubu, Access-Golden Grane Petropawł i wywalczył wicemistrzostwo kraju (w finale Access przegrał 0:2 z Żenisem Astana).
W 2001 roku Bałtijew wyjechał do Rosji i został zawodnikiem Sokoła Saratów. Grał tam w pierwszej jedenastce i zajął 8. miejsce w Premier Lidze, ale w 2002 roku klub ten spadł do Pierwszej Dywizji. Rusłan przeszedł wówczas do Dynama Moskwa, gdzie także miał pewne miejsce w składzie i na koniec 2003 roku zajął z Dynamem 6. miejsce w Premier Lidze. W 2004 roku trafił do FK Moskwa i grał wówczas w wyjściowej jedenastce (9. miejsce w lidze), ale w 2005 roku stracił je i trafił na wypożyczenie do Szynnika Jarosław. Po roku powrócił do Moskwy, ale grał jedynie w rezerwach FK.
W 2007 roku Bałtijew wrócił do Kazachstanu i został piłkarzem Tobyła Kostanaj. Rywalizował z nim w Pucharze Intertoto awansując do Pucharu UEFA, w którym wystąpił w dwumeczu z Groclinem Dyskobolią Grodzisk Wielkopolski.
| Sezon | Klub                          | Kraj       | Rozgrywki                  | Mecze | Bramki |
| ----- | ----------------------------- | ---------- | -------------------------- | ----- | ------ |
| 1996  | Kajnar Tałdy Kurgan           | Kazachstan | Superliga                  | 13    | 1      |
| 1997  | Kajrat Ałmaty                 | Kazachstan | Superliga                  | 20    | 3      |
| 1998  | CSKA-Kajrat Ałmaty            | Kazachstan | Superliga                  | 20    | 3      |
| 1999  | CSKA-Kajrat Ałmaty            | Kazachstan | Superliga                  | 20    | 4      |
| 2000  | Access-Golden Grane Petropawł | Kazachstan | Superliga                  | 15    | 2      |
| 2001  | Sokoł Saratów                 | Rosja      | Priemjer-Liga              | 27    | 2      |
| 2002  | Sokoł Saratów                 | Rosja      | Priemjer-Liga              | 27    | 5      |
| 2003  | Dinamo Moskwa                 | Rosja      | Priemjer-Liga              | 29    | 2      |
| 2004  | FK Moskwa                     | Rosja      | Priemjer-Liga              | 27    | 1      |
| 2005  | FK Moskwa                     | Rosja      | Priemjer-Liga              | 3     | 0      |
| 2005  | Szynnik Jarosław              | Rosja      | Priemjer-Liga              | 11    | 1      |
| 2006  | FK Moskwa                     | Rosja      | Priemjer-Liga              | 0     | 0      |
| 2007  | Tobył Kostanaj                | Kazachstan | Superliga                  | 23    | 7      |
| 2008  | Tobył Kostanaj                | Kazachstan | Superliga                  | 27    | 5      |
| 2009  | Tobył Kostanaj                | Kazachstan | Superliga                  | 19    | 4      |
| 2010  | Żemczużyna Soczi              | Rosja      | Pierwyj diwizion           |       |        |
|       |                               |            | Łącznie w Superlidze       | 157   | 29     |
|       |                               |            | Łącznie w Premier Lidze    | 124   | 11     |
|       |                               |            | Łącznie w Pierwsze Dywizje |       |        |

## Kariera reprezentacyjna
W reprezentacji Kazachstanu Bałtijew zadebiutował w 1997 roku. Od tego czasu stał się podstawowym zawodnikiem drużyny narodowej i występował m.in. w eliminacjach do mistrzostw świata oraz po wstąpieniu Kazachstanu do UEFA – mistrzostw Europy.